# Idiops crassus
Idiops crassus là một loài nhện trong họ Idiopidae.
Loài này thuộc chi Idiops. Idiops crassus được Eugène Simon miêu tả năm 1884.